# Cova de Kebara
La Cova de Kebara (hebreu: מערת כבארה, Me'arat Kebbara‎; àrab: مغارة كبارة, Maḡārat Kabāra) és un jaciment arqueològic de pedra calcària a Wadi Kebara, entre 60 i 65 m sobre el nivell del mar a l'escarpa occidental de la serralada del Mont Carmel, a la reserva Ramat HaNadiv de Zichron Yaakov.
La cova va estar habitada entre el 60.000 i el 48.000 BP i és famosa per les troballes de restes homínides.
Dorothy Garrod i Francis Turville-Petre van excavar a la cova a principis dels anys trenta. Des de llavors, les excavacions han donat un gran nombre de restes humanes associades a un context arqueològic mosterià. El primer exemplar descobert l'any 1965, durant les excavacions de M. Stekelis, va ser un esquelet infantil incomplet (Kebara 1).
El descobriment més significatiu realitzat a la cova de Kebara va ser Kebara 2 el 1982, l'esquelet neandertal postcranial més complet trobat fins ara. Anomenat "Moshe" i datat cap al 60.000 BP, l'esquelet conservava una gran part del tors d'un individu (columna vertebral, costelles i pelvis). Tot i que li faltaven el crani i la majoria de les extremitats inferiors, conservava l'os hioide, que va ser dels primers ossos hioides de Neandertal trobats.
La cova també dona nom a la cultura kebariana.